# Текуала (муниципалитет)
Текуала (исп. Tecuala) — муниципалитет в Мексике, штат Наярит, с административным центром в одноимённом городе. Численность населения, по данным переписи 2010 года, составила 39 756 человек.

## Общие сведения
Название Tecuala с языка науатль можно перевести как «место диких животных».
Площадь муниципалитета равна 1045 км², что составляет 3,7 % от территории штата. Он граничит с другими муниципалитетами Наярита: на востоке с Акапонетой, на юге с Росаморадой и Сантьяго-Искуинтлой. Также на севере Текуала граничит с другим штатом Мексики — Синалоа, а на западе омывается водами с Тихого океана.

## Учреждение и состав
Муниципалитет был образован в 1918 году. В состав муниципалитета входит 39 населённых пунктов, самые крупные из которых:
| код INEGI | Населённый пункт                             | Численность населения (2005 год) | Численность населения (2010 год) |
| 016       | Всего                                        | 37 234                           | 39 756                           |
| 0001      | Текуала (административный центр)             | 13 212                           | 14 511                           |
| 0047      | Сан-Фелипе-Астатан (исп. San Felipe Aztatán) | 4 498                            | 4 546                            |
| 0041      | Кимичис (исп. Quimichis)                     | 3 442                            | 3 409                            |
| 0028      | Мильпас-Вьехас (исп. Milpas Viejas)          | 1 545                            | 1 712                            |
| 0008      | Камалотита (исп. Camalotita)                 | 1 106                            | 1 340                            |
| 0039      | Ла-Преса (исп. La Presa)                     | 1 171                            | 1 212                            |